# Mercedes-Benz Fashion Week Madrid

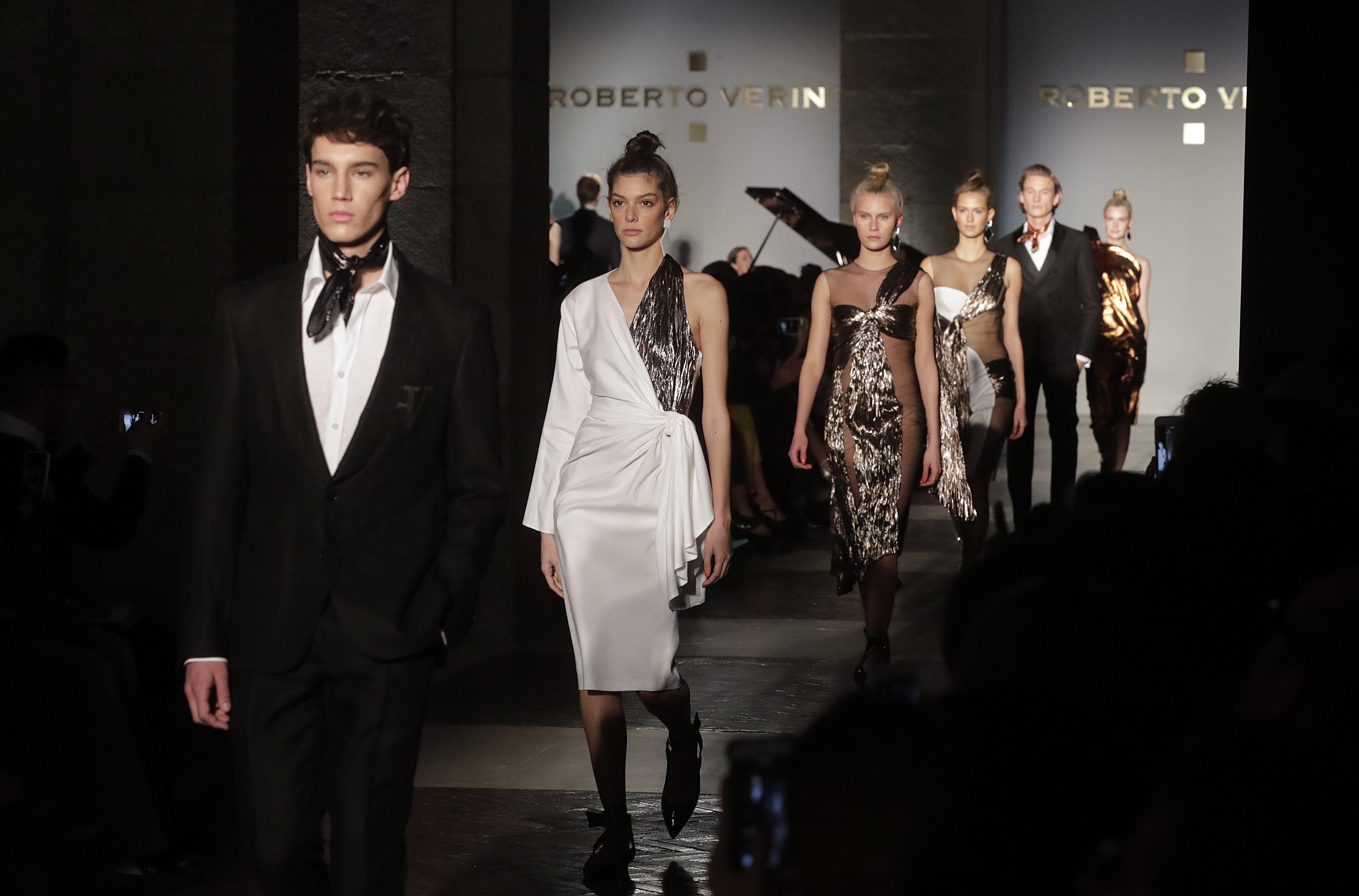
Pasarela de Roberto Verino en la Real Casa de Correos en 2017.

La Mercedes-Benz Fashion Week Madrid (anteriormente conocida como Cibeles Madrid Fashion Week, Pasarela Cibeles y Pasarela de Diseñadores, y ocasionalmente conocida por sus siglas MBFWM) es un evento de moda celebrado dos veces por año en Madrid. Es la mayor pasarela de moda que se realiza en España.
La mayor parte del evento se lleva a cabo en IFEMA, pero también se realizan desfiles de moda en otros lugares de la ciudad, como la Real Casa de Correos, la Real Fábrica de Tapices, el Palacio de Cibeles, el WiZink Center, el Ateneo de Madrid o la Nave Boetticher, entre otros.
Durante la semana de la moda, se realizan también desfiles independientes fuera de la programación del evento. No es la única iniciativa de moda en la ciudad, coexiste con otras pasarelas con un menor tamaño y reconocimiento, como la «Brasil Fashion Madrid» o «Madrid es Moda», que, de alguna manera, complementan a la Mercedes-Benz Fashion Week Madrid y cooperan con ella.

## Impacto y legado profesional

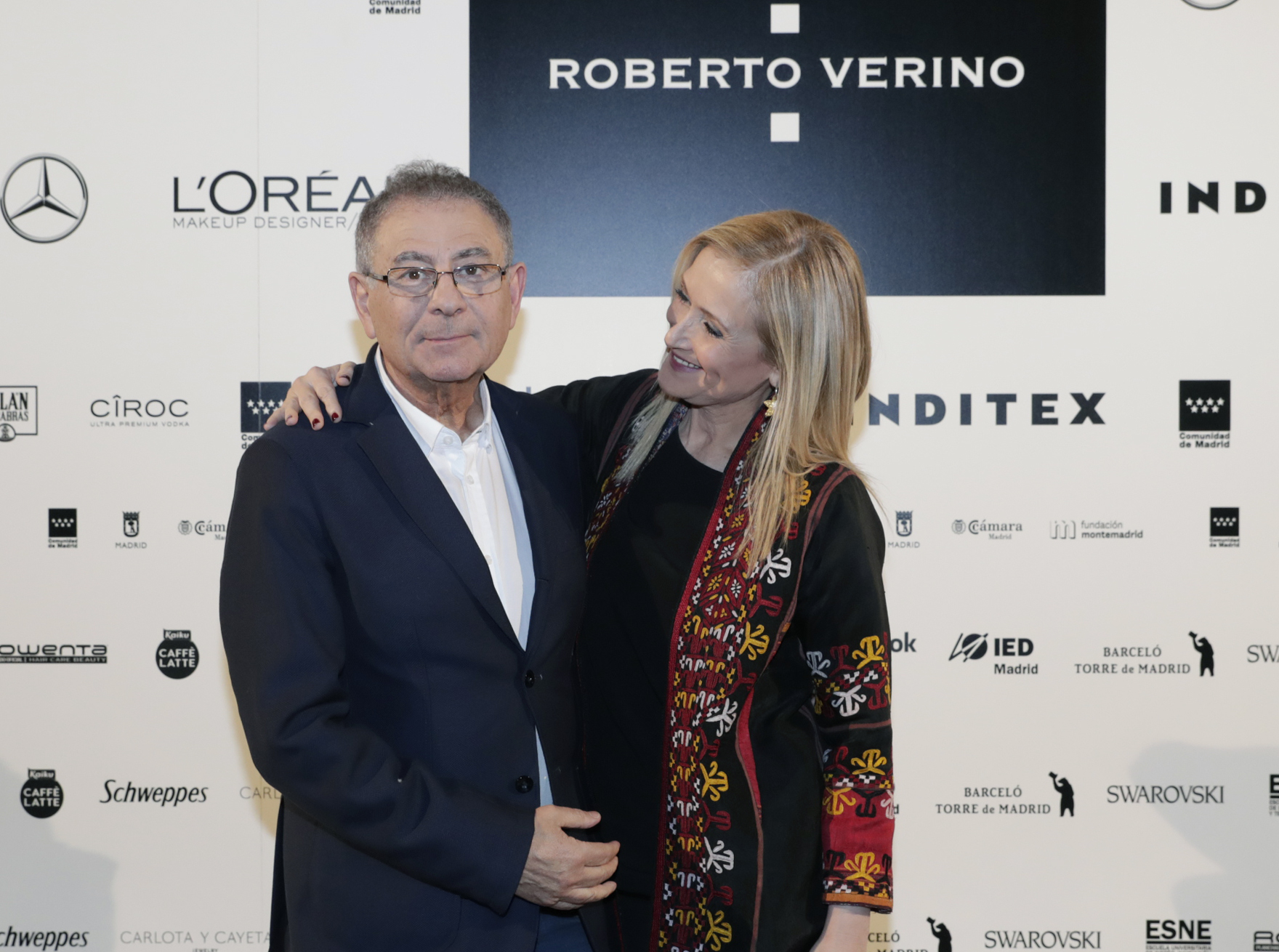
El diseñador Roberto Verino junto a Cristina Cifuentes, la entonces presidenta de la Comunidad de Madrid, en la fashion week de 2017.

Por el evento han pasado varias generaciones de diseñadores españoles, como Ágatha Ruiz de la Prada, Adolfo Domínguez, Roberto Verino, Pedro del Hierro, Sita Murt, Purificación García, Palomo Spain o Elio Berhanyer. Además de otros internacionales como Michael Costello. Firmas españolas como Loewe, Desigual, Victorio & Lucchino, Andrés Sardá o Devota & Lomba han expuesto sus colecciones en la pasarela.
En especial, la pasarela española destaca por el número de desfiles y de diseñadores consagrados, y por su apoyo a los jóvenes. Desde 2006, se reserva una pasarela para diseñadores emergentes llamada EGO, en la que diseñadores que hoy son más conocidos y valorados han expuesto sus prendas por primera vez, como es el caso de Dominnico.

## Recepción y proyección mediática
La pasarela madrileña no compite de cerca con las del llamado big four (Nueva York, París, Milán y Londres), sin embargo, se ha consolidado como el evento de moda más importante a nivel nacional. Otras pasarelas, como la Gaudí de Barcelona o la de Valencia, dejaron de realizarse, aunque luego reaparecieron. En los últimos años se observa un incremento en el número de pasarelas (Málaga, Zaragoza...) y el surgimiento de las «pasarelas flamencas» en Andalucía.
En los últimos años, la fashion week madrileña y algunas otras, como la de Berlín o la de São Paulo, han obtenido cierto reconocimiento a nivel internacional. Aunque, finalmente, no acogen (por lo general) desfiles de grandes firmas prêt-à-porter, que son los que reciben más inversión y más atención mediática a nivel internacional, como sí hacen las del big four: en París desfilan cada año firmas como Louis Vuitton, Dior o Miu Miu, en Milán otras como Prada, Gucci o Dolce & Gabbana, en Nueva York Carolina Herrera, Fendi o Michael Kors, y en Londres Burberry.
La española Loewe (comprada por el holding francés LVMH), que actualmente suele desfilar en París, dio su último desfile en la ciudad en 2011, en el Real Jardín Botánico, siendo el anterior a éste en 1997. Desigual (que no es una firma de prêt-à-porter) sí desfila con una mayor regularidad en la ciudad, pero alterna sus desfiles en Madrid con los que realiza en la 080 Barcelona Fashion. Ni Zara ni ninguna otra marca del grupo Inditex realiza desfiles de moda.
Por la pasarela han desfilado modelos como Winnie Harlow, Judit Mascó, Nieves Álvarez, Claudia Schiffer, Linda Evangelista, Elle Mcpherson, Esther Cañadas o Pilar Rubio.Además de haber pasado por el evento actores (Ester Expósito, Blanca Suárez...), cantantes (Miguel Bosé, Luz Casal...), futbolistas (Dani Alves, Guti...), personajes mediáticos (Georgina Rodríguez, Sara Carbonero...), miembros de la realeza y nobleza (la Reina Letizia, la Duquesa de Alba...) y políticos, (Pedro Sánchez, Cristina Cifuentes...).
El evento es seguido por la versión española de revistas de moda como Cosmopolitan, Vogue, Elle o GQ, y es retrasmitido desde 2021 en el canal ¡Hola! TV en América Latina y Estados Unidos.

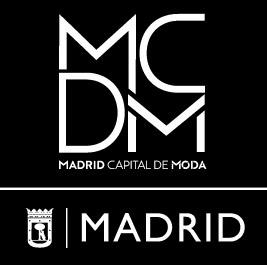
Logotipo de la iniciativa «Madrid Capital de Moda».

La pasarela ha contado con patrocinadores como Cîroc, Samsung,Schweppes, Kellogg's, Mercedes-Benz, Inditex, Iberia, Oral-B, Allianz, Mahou, Movistar o L'Oréal, siendo este último su patrocinador más longevo. Además, ha sido apoyada por diversas instituciones públicas como la Comunidad de Madrid, la Junta de Castilla y León o la Diputación de Málaga (a través de «Málaga de Moda»), y por la iniciativa «Madrid Capital de Moda», que integra al Ayuntamiento de Madrid, la Asociación Diseñadores de Madrid, la Asociación Creadores de Moda de España, la Asociación Nacional del Comercio Textil, Complementos y Piel, el Museo del Traje e IFEMA.También ha contado con la participación de instituciones educativas privadas como la Universidad de Diseño, Innovación y Tecnología o el Condé Nast College.

## Historia

### Antecedentes y contexto cultural

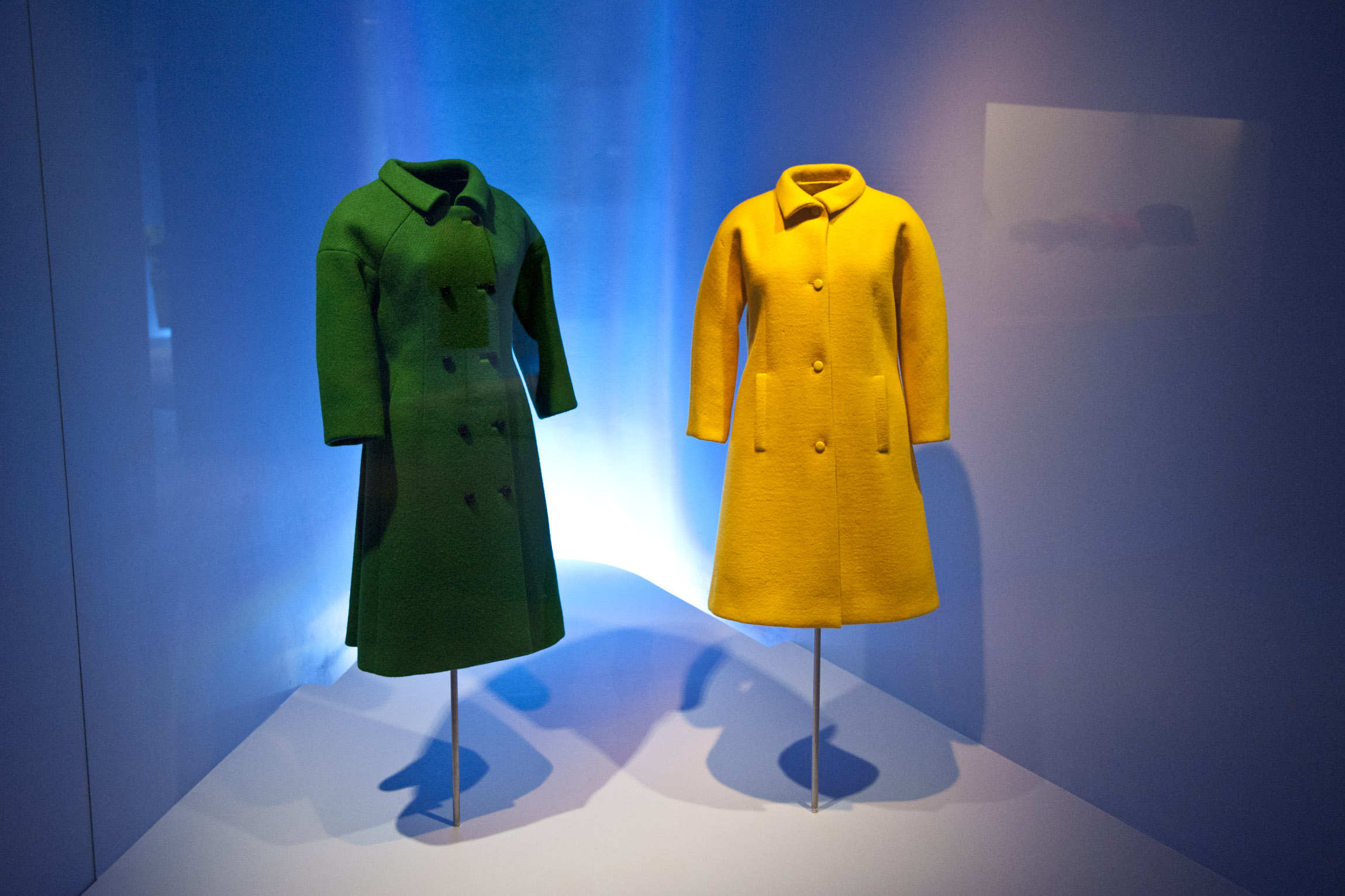
Abrigos diseñados por Cristóbal Balenciaga en los años 60, en el Museo Balenciaga.

Antes de la década de los 80, ya comenzaron a emerger las que hoy son las grandes pasarelas de moda, como la de la Semana de la Moda de Nueva York (1943, la primera de todas), la Semana de la Moda de Milán (1958) o la Semana de la Moda de París (1973). Esta época destaca por el auge de la moda prêt-à-porter y de las casas de moda de lujo y alta costura.
Varios diseñadores españoles se destacaron en el prêt-à-porter, formándose una generación de creadores. Se fundó la Federación de Creadores de Prêt-à-porter, con los llamados «Los 7 Magníficos», que eran Antonio Miró, Manuel Piña, Francis Montesinos, Pepe Reblet, Adolfo Domínguez, Paco Casado y Daniel Carbocci.En anteposición a este movimiento se encontraban diseñadores como Cristóbal Balenciaga.

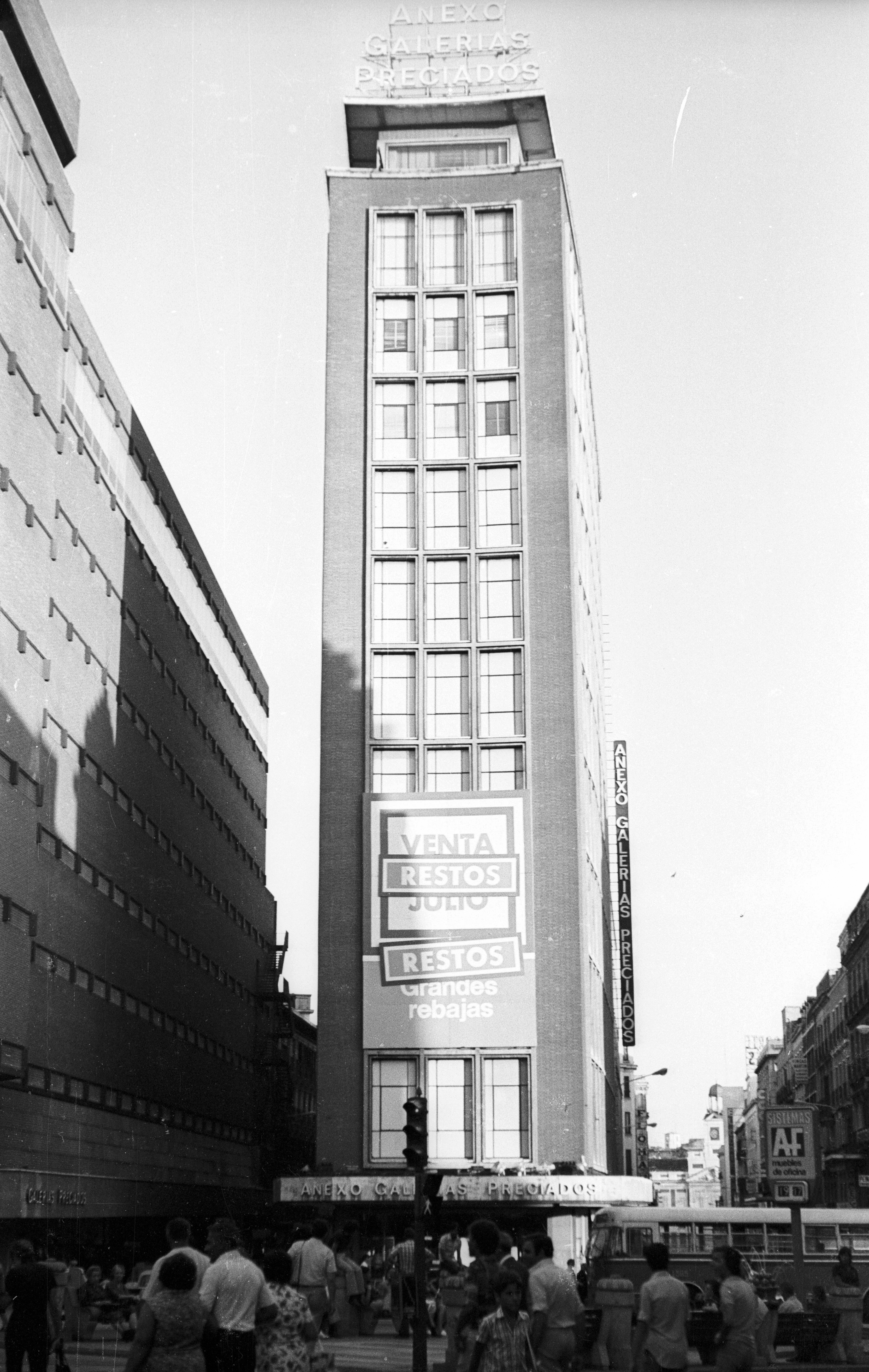
Grandes almacenes Galerías Preciados de la Plaza de Callao de Madrid en 1974. Edificio hoy conocido como Edificio Fnac.

Con respecto a las firmas de lujo, podemos destacar a Loewe, fundada en Madrid en 1846, que desde 1996 se encuentra en manos del holding francés LVMH. En esta época también destaca la puesta en marcha del modelo de negocio de Amancio Ortega con Zara, que sentaría las bases de lo que hoy conocemos como moda rápida o fast-fashion, y el auge de los grandes almacenes, protagonizado en España por El Corte Inglés y la desaparecida Galerías Preciados.
En los 70, Paco Flaqué impulsó en Madrid un certamen de moda prêt-à-porter llamado «Compramoda Española».
También debemos destacar que, además de Madrid, Barcelona era la otra ciudad protagonista de la moda española en el momento. Uno de los primeros desfiles realizados en España fue el de Manuel Piña en 1979 en el Gran Teatro del Liceo. En los 70, Paco Flaqué y Juan Antonio Comín inauguran en la misma ciudad el Salón Moda del Mediterráneo y, en 1984, el primer Salón Gaudí, en el que participaron Antonio Miró, Margarita Nuez, Nacho Ruiz y Sybilla. En 1983, Francina Díaz Mestre fundó la Francina New Modeling School, la primera escuela de modelos del país, también en Barcelona.

### SigloXX: «Pasarela de Diseñadores» y «Pasarela Cibeles»
En 1983, Leonor Pérez Pita «Cuca Solana» entró a trabajar en el «área de nuevos creadores» de Galerías Preciados, cargo hasta entonces en manos de María Vidaurreta, después de que el primer gobierno de Felipe González ordenara la expropiación de Rumasa. En esa área se encontraban los diseñadores Francis Montesinos, Manuel Piña, Paco Casado y Nacho Ruiz, con los que, ese año, organizó una pasarela de la empresa en el Museo de Arte Contemporáneo, que es hoy en día el Museo del Traje. Poco después, Joaquín Legina, el entonces presidente de la Comunidad de Madrid, le propuso a Cuca organizar un desfile. Se creó un comité organizador que durante dos años preparó la creación de la pasarela. Cuca sería la directora del evento durante 30 años.
La primera edición del evento se celebró en febrero de 1985 bajo el nombre de «Pasarela de Diseñadores», con una primera edición celebrada en una carpa situada en la Plaza de Colón alquilada a Teresa Rabal, quién realizaba por ese entonces una gira circense. En esa primera pasarela se citaron los diseñadores Antonio Alvarado, Manuel Piña, Domingo Córdoba, Jesús del Pozo, Jorge Gonzálvez y María Moreira.
La siguiente edición del evento se trasladó al Museo del Ferrocarril, en la antigua Estación de Delicias, en esta se unieron nuevos diseñadores como Sybilla, Elisa Bracci, Juanjo Rocafort, Roberto Verino o Adolfo Domínguez, entre otros.
A partir de 1986, la pasarela cambió de sede en diversas ocasiones y pasaría a llamarse «Pasarela Cibeles», debido a que su anterior nombre era «demasiado generalista». Su siguiente ubicación fue el Recinto Ferial de la Casa de Campo, pero dada la incomodidad del edificio y su mala comunicación, se volvió a cambiar la ubicación del evento al antiguo Palacio de Congresos del Paseo de la Castellana.
En 1995, la organización de la Pasarela Cibeles pasó a manos de IFEMA y se mudó a su emplazamiento actual, el Recinto ferial de IFEMA, aunque durante tres ediciones (septiembre de 2006 y febrero y septiembre de 2007) se celebró en el Parque del Retiro. Ese mismo año, Francis Montesinos organizó un multitudinario desfile con 15.000 espectadores en la Plaza de Toros de Las Ventas para presentar su nueva colección.
En 1999, un colectivo de diseñadores creó el llamado «Grupo de Disidentes» y fundan la Asociación de Creadores de Moda de España. Entre ellos, Antonio Pernas y Roberto Verino, y durante cuatro años hicieron desfiles paralelos a la Pasarela Cibeles.

### SigloXXI: Modernización, cambio de nombre y patrocinio

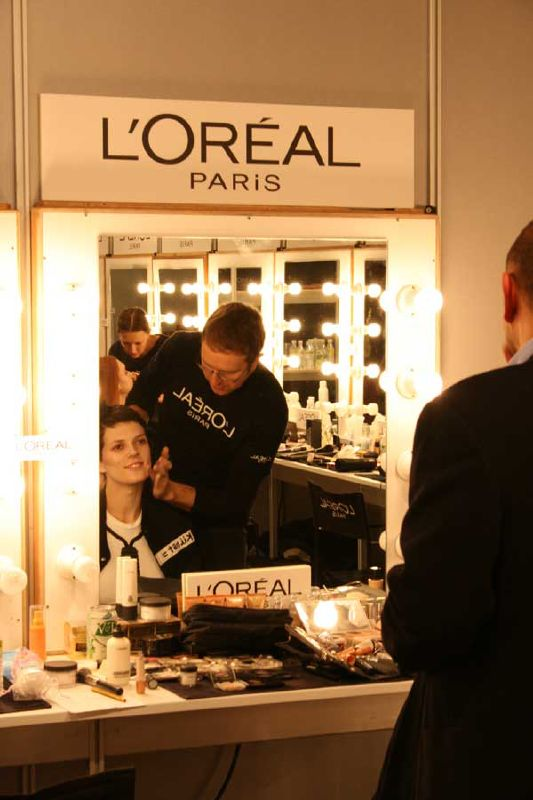
Backstage del evento en 2007.

En 2000, se trabajó desde el Gobierno en una posible unión de las pasarelas Gaudí y Cibeles para la creación de una pasarela única. Muchos de los diseñadores se mostraron partidarios, pero otros se negaron. Mientras algunos reivindicaban Barcelona como el «Milán español», otros propusieron dividir la moda de mujer en la capital y la de hombre en la ciudad catalana. Se llegó a considerar hacerlo por temporadas. Ninguna de las ideas prosperaron.Este mismo año se comenzaron a otorgar los Premios L'Oreal París, de la mano del patrocinador L'Oreal, a la Mejor Colección de un diseñador y a la Mejor Modelo.
El desfile de la colección Cour des miracles de David Delfín, en la edición de septiembre de 2002, suscitó gran polémica. Su puesta en escena utilizaba crucifijos y sogas, y las modelos desfilaron con la cara tapada, lo cual se relacionó con la Guerra de Afganistán y fue tachado como machista. El diseñador tildó la reacción popular de «exagerada» y aclaró que su inspiración fue el mundo de los sueños, el surrealismo de Buñuel y Dalí y el cuadro Los amantes de Magritte. Delfín siguió presentando sus diseños en la pasarela hasta su muerte en 2017.
En 2006, la pasarela madrileña se convirtió en la primera en exigir un índice de masa corporal saludable. Como consecuencia, el 30% de las aspirantes a modelo quedaron rechazadas. Más tarde, esta prohibición sería implementada por otros países como Francia, Italia o Israel.Además, ese año se incorporó la nueva pasarela EGO, enfocada en diseñadores emergentes.
En 2008, la pasarela volvió a cambiar de nombre a «Cibeles Madrid Fashion Week».
En la edición de febrero de 2009 se realizaron los primeros desfiles de peletería en la pasarela, de la mano de diseñadores como José Jesús Lorenzo con su marca Peletería Groenlandia. Durante esta edición, ecologistas de Igualdad Animal irrumpieron con carteles en el desfile de Roberto Torretta para protestar sobre el uso de piel para la creación de ropa, ya que algunas de las prendas de este desfile utilizaban piel como material.
En 2011, la pasarela de moda acordó una alianza con Mercedes-Benz, por la que la marca alemana pasó a formar parte de su denominación: «Mercedes-Benz Fashion Week Madrid», a partir de la primera edición de 2012, al igual que otras pasarelas que han sido patrocinadas por la marca alemana, como la de Nueva York o la de Berlín.
En febrero de 2013, la organización del evento comenzó a entregar el «Premio Mercedes-Benz Fashion Talent», dirigido a nuevos diseñadores, su entrega es independiente a la de los Premios L'Oreal París.

En septiembre de 2015, la Asociación Creadores de Moda de España y el Ayuntamiento de Madrid, comienzan a celebrar junto a cada edición de la Mercedes-Benz Fashion Week Madrid, el evento «Madrid es Moda». Ambas forman parte de la iniciativa «Madrid Capital de Moda».

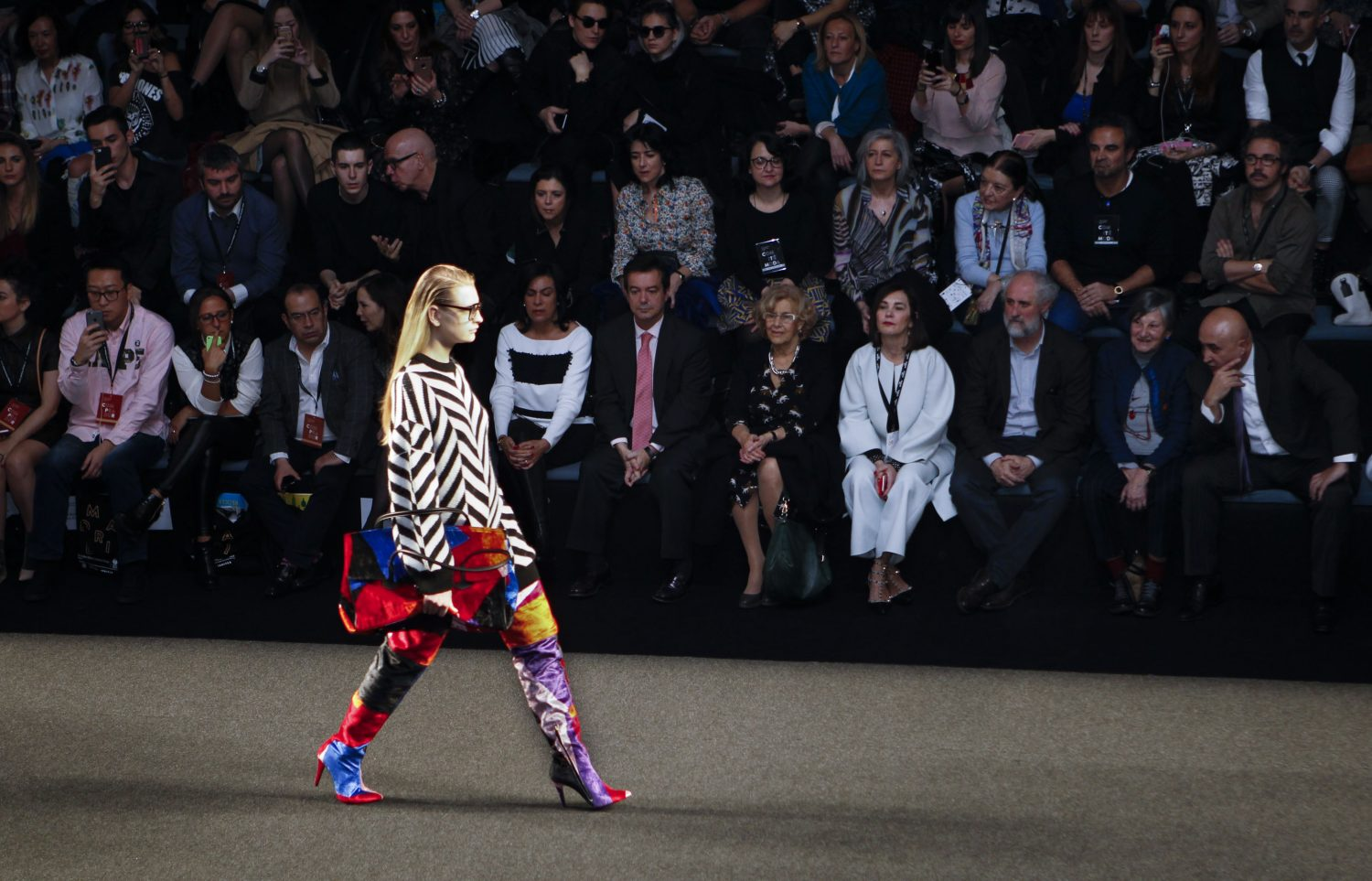
Desfile de María Escoté y Maya Hansen en 2017.

En noviembre de 2016, Cuca Solana, principal impulsora de la pasarela y su directora desde sus inicios, dejó la dirección del evento en manos de la periodista Charo Izquierdo, aunque siguió vinculada a la pasarela y ejerció como presidenta de su Comité de Moda, un órgano integrado por un grupo de expertos que asesora en diferentes ámbitos a la pasarela. Cuca falleció en marzo de 2019.En julio de 2019, Charo dejó su cargo como directora, le sucedió Nuria de Miguel, que fue directora hasta noviembre de 2022, cuando el cargo pasó a manos de Ana Rodríguez.
Debido a la Pandemia de COVID-19, la edición de septiembre de 2020 y las ediciones celebradas en 2021 se realizaron con aforo reducido y medidas de protección. En 2022 se recuperó el aforo habitual.
En 2021, el canal ¡Hola! TV comenzó a retransmitir el evento en América Latina y Estados Unidos.Este mismo año se empezó a entregar un cuarto premio llamado «Allianz EGO Confidence in Fashion», de nuevo de la mano de otro de sus patrocinadores, la aseguradora Allianz, con el objetivo de «potenciar la visión empresarial de los jóvenes creadores para desarrollar su creatividad y aportar viabilidad comercial a sus marcas».
La edición de septiembre de 2024 fue antecedida por diversos desfiles en algunos de los lugares más céntricos de la ciudad, como la Puerta de Alcalá, el Monumento a Alfonso XII, la Cuesta de Moyano, el Palacio de Goyeneche, el Palacio de Longoria, la Casa de la Arquitectura, el Centro Canalejas o Caleido, en el marco de la iniciativa «Madrid es Moda», y con implicación de la Universidad Europea de Madrid y la Universidad Nebrija.